# Лісево-Дуже
Лісево-Дуже (пол. Lisewo Duże) — село в Польщі, у гміні Ґоздово Серпецького повіту Мазовецького воєводства.
Населення — 19 осіб (2011).
У 1975-1998 роках село належало до Плоцького воєводства.

## Демографія
Демографічна структура станом на 31 березня 2011 року:
|          | Загалом | Допрацездатний вік | Працездатний вік | Постпрацездатний вік |
| -------- | ------- | ------------------ | ---------------- | -------------------- |
| Чоловіки | 13      | 3                  | 9                | 1                    |
| Жінки    | 6       | 2                  | 3                | 1                    |
| Разом    | 19      | 5                  | 12               | 2                    |